# Elektronska optika
Elektronska optika je grana fizike koja se bavi upravljanjem snopom elektrona s pomoću električnoga i magnetskoga polja te konstrukcijom elektroničkih uređaja poput optičkih. Djelovanje tih polja na elektronski snop na maloj udaljenosti od njihovih osi slično je djelovanju optičkih leća, zrcala i prizmi na snop svjetlosti.

## Elektronska leća
Elektronska leća može biti ostvarena električnim poljem (elektrostatska leća) ili magnetskim poljem (magnetska leća). Elektrostatska leća sastoji se od elektroda različita električnoga potencijala, među kojima se stvara električno polje. Magnetska leća najčešće sadrži električnu zavojnicu unutar metalnog omotača s procjepom, duž kojega nastaje magnetsko polje. Promjenom jakosti električnog, odnosno magnetskog polja moguće je mijenjati žarišnu daljinu rotacijskosimetričnih elektronskih leća te njihov učinak na snop elektrona u rasponu od divergencijskog do konvergencijskoga. Žarišne daljine manje od 1 mm moguće je ostvariti jedino magnetskim lećama, pa one prevladavaju u pojedinim uređajima, na primjer u elektronskome mikroskopu.

### Magnetska leća
Magnetska leća se sastoji od električne zavojnice sa stanovitim brojem zavoja kroz koje protječe električna struja određene jakosti. O dimenzijama ove zavojnice, njezinom obliku i broju zavoja ovisi žarišna duljina. Kroz zavojnicu prolazi snop divergentnih zraka iz izvora A. Elektroni će zbog djelovanja magnetskog polja na električni vodič opisivati zavojitu stazu koja će se savijati sve više prema osi magnetske leće. Zbog toga nastaje fokusiranje, pa se u točki B dobiva slika izvora A. Zbog toga nastaje fokusiranje, pa se u točki B dobiva slika izvora A. Odatle vidimo da i magnetska leća ima svojstva sabirne leće. 

### Elektronsko zrcalo
Elektronsko zrcalo je plošna elektroda negativnog potencijala, koja snop elektrona reflektira i pritom ga skuplja ili širi, što ovisi o zakrivljenosti njezina polja.

### Elektronska prizma
Elektronska prizma stvara električno polje kojim se elektroni različitih brzina različito zakreću, što je analogno disperziji svjetlosti pri prolasku kroz staklenu prizmu.

## Gibanje elektrona u magnetskom polju
Dok se električni naboji ne kreću, na njih magneti ne djeluju. No kad elektron projuri pored magneta, njegova staza se savija. Opaža se da magnet djeluje to jače što se elektron brže kreće. Sila je sukladna (proporcionalna) brzini elektrona. Ta sila vezana je najuže s elektricitetom, pa je prema tome sukladna i električnom naboju elektrona. Pored toga, razumije se, jači magnet djelovat će jače, slabiji - slabije. Kao i kod električnih pojava, tako ćemo i ovdje uzeti da u prostoru oko magneta postoji neko polje. To magnetsko polje označit ćemo s H. Sila magneta na elektron, prema tome, sukladna je umnošku magnetskog polja H, električnom naboju e i brzini v:
{\displaystyle F={\mbox{konstanta}}\cdot e\cdot v\cdot H}
Pokusima se također opaža da sila ovisi i o tome u kojem smjeru elektron presijeca magnetsko polje. Ona je najveća kad brzina elektrona stoji okomito na magnetsko polje. Za magnetsko polje uzimamo istu dimenziju kao i za električno polje. Prema tome konstanta sukladnosti (proporcionalnosti) mora imati dimenziju v-1:
{\displaystyle F={\frac {1}{c}}\cdot e\cdot v\cdot H}
Za konstantu sukladnosti stavljamo obrnutu vrijednost brzine svjetlosti. Time postižemo slaganje s magnetostatski određenim poljem iz Coulombova zakona.
Važno svojstvo sile magnetskog polja na elektron jest da djeluje uvijek okomito na smjer gibanja elektrona. Ona nastoji elektron zakrenuti. Sila stoji okomito na vektor brzine. Osim toga, sila stoji okomito i na smjer magnetskog polja. Magnetsko polje ima smjer od pozitivnog pola do negativnog, dakle, odozdo prema gore. Elektron se kreće slijeva nadesno. Sila na elektron ima tada smjer prema natrag. Sila koja djeluje uvijek okomito na smjer brzine svija stazu čestice u kružnicu. Vidjeli smo da se planet vrti u kružnicu u kojoj sila ima smjer polumjera. Isto tako zadobiva elektron u magnetskom polju ubrzanje okomito na svoju brzinu. To ubrzanje jednako je v2/r. Newtonov zakon za gibanje elektrona u konstantnom, homogenom magnetskom polju glasi:
{\displaystyle {\frac {m\cdot v^{2}}{2}}={\frac {1}{c}}\cdot e\cdot v\cdot H}
Odatle možemo proračunati impuls ili brzinu elektrona u magnetskom polju ako je izmjeren polumjer i magnetsko polje.
{\displaystyle m\cdot v={\frac {e}{c}}\cdot r\cdot H}
{\displaystyle r={\frac {c\cdot m\cdot v}{e\cdot H}}}
Zadnja jednadžba nam omogućuje da mjereći polumjer kružnice odredimo brzinu elektrona. Polumjer kružnice je to veći ili zakrivljenost staze je manja, što elektron ima veću brzinu. Brzi elektroni ostavljaju gotovo pravocrtne staze, dok sasvim spori opisuju kružnice malog polumjera.
Smjer magnetske sile ovisi o predznaku električnog naboja. Kad se proton s istom brzinom, kao i elektron, kreće u magnetskom polju, tada na njega djeluje jednako jaka sila, ali suprotnog smjera. Savija li se staza elektrona prema gore, tada se protonova staza savija prema dolje. Važno je pri tom da sila magnetskog toka ne ovisi o masi električne čestice.
Istraživanje kozmičkih zraka u magnetskom polju Wilsonove komore dovelo je i do nove elementarne čestice - pozitrona. 1932. opazio je C. D. Anderson u Wilsonovoj komori čestice koje su ostavljale jednake staze kao i elektroni. Morale su, dakle, imati istu masu. Međutim, u magnetskom polju te su se čestice savijale u obratnom smjeru od elektrona. Anderson je odmah ispravno protumačio da se tu radi o novim, dotad nepoznatim česticama, koje imaju istu masu kao elektron, ali pozitivan električni naboj. Nove čestice dobile su po tome ime pozitron. Pozitroni imaju sva svojstva kao i elektron, samo suprotan jednako veliki električni naboj. 
Silu magnetskog polja na brzi elektron možemo opisati vektorskim produktom. Kako smo vidjeli, sila stoji okomito na magnetsko polje i brzinu elektrona. Osim toga ta je sila najveća kad brzina elektrona okomito siječe magnetsko polje. Juri li naprotiv elektron paralelno sa smjerom magnetskog polja, na njega ne djeluje nikakva sila. Sila na elektron sukladna (proporcionalna) je umnošku:
{\displaystyle F\approx v\cdot H\cdot \sin \phi }
gdje je: φ - kut između brzine v i magnetskog polja H. No to je upravo iznos vektorskog umnoška v i H. Magnetsku silu na elektron možemo, dakle, pisati u vektorskom obliku:
{\displaystyle {\vec {F}}={\frac {e}{c}}\cdot {\vec {v}}\times {\vec {H}}}
Ova jednadžba može nam poslužiti za određenje magnetskog polja. Prema novijim shvaćanjima nema neke magnetske "tvari", pa se magnetske sile ne mogu prikazati kao umnošci "magnetskih naboja" i magnetskih polja. No ipak nas to ne sprečava da uvedemo magnetsko polje s istom fizičkom dimenzijom kao električno polje. Ono što se neposredno može mjeriti jest električni naboj i brzina elektrona te sila na elektron. U pokusu vidimo da sila stoji okomito na brzinu. U kom smjeru treba sad povući magnetsko polje? Očito, iz jednoznačnosti izlazi smjer polja okomit na smjer brzine i sile. Vidimo da mjerenjem sile, električnog naboja i brzine čestice možemo u svakoj točki prostora utvrditi magnetsko polje prema zadnjoj jednadžbi. 
Time što smo u zakonu sile za konstantu sukladnosti stavili e/c, odredili smo i jedinicu magnetskog polja. Tako određena jedinica podudara se s onom što je dobivamo iz Coulombova zakona o sili između dva točkasta magnetska pola. I u znanosti o magnetizmu možemo općenito silu prikazati kao umnožak "magnetskog naboja" i polja. Za jedinicu magnetskog polja uzimamo ono polje koje na jedinični magnetski naboj djeluje silom od jednog njutna (N). Ova mjerna jedinica magnetskog toka zove se veber (W).